# Dalbergia densa
Dalbergia densa är en ärtväxtart som beskrevs av George Bentham. Dalbergia densa ingår i släktet Dalbergia, och familjen ärtväxter.

## Underarter
Arten delas in i följande underarter:
- D. d. australis
- D. d. densa